# Psychotria samoana
Psychotria samoana är en måreväxtart som beskrevs av Karl Moritz Schumann. Psychotria samoana ingår i släktet Psychotria och familjen måreväxter. Inga underarter finns listade i Catalogue of Life.